# Fourmarierita
La fourmarierita es un mineral secundario de uranio y plomo. Fue nombrado por el geólogo belga Paul Fourmarier (1877-1970). La localidad donde se describió fue en la mina de Shinkolobwe, en la República Democrática del Congo. La fourmarierita es poco común, pero relativamente abundante en las localidades en la República Democrática del Congo, Tanzania, Alemania, Noruega, Canadá, Estados Unidos y otros. Ocurre como un mineral secundario raro formado como un producto de alteración de la uraninita en la zona oxidada de los depósitos de uranio, es un componente común de la gumita y puede reemplazar a la madera fósil. Su color es rojo anaranjado a rojo dorado; con cristales amarillos a rojizos aplanados en 2 mm; en costras.